# Racket
Racket (anteriormente denominada PLT Scheme) é uma linguagem de programação multiparadigma que suporta programação funcional e procedural. Pertence a família de linguagens Scheme/Lisp. Um dos objetivos do projeto é servir como uma plataforma para a criação de linguagem, design e implementação. A linguagem é utilizada numa variedade de contextos, tais como scripting, programação de uso geral, a educação de ciência da computação e pesquisa.
A plataforma fornece uma implementação da linguagem Racket (incluindo um sofisticado sistema run-time várias bibliotecas, JIT, e mais) juntamente com um ambiente de desenvolvimento chamado DrRacket (anteriormente denominado DrScheme) escrito em Racket ele mesmo. A IDE e um currículo que acompanha a programação são usados no programa de extensão ProgramByDesign, uma tentativa de transformar a computação e programação em "uma parte indispensável do currículo de artes liberais". O núcleo da linguagem é conhecido por seu sistema de macro extensivo que permite a criação de linguagens embutidas e específicas de domínio, construções de linguagem, como classes ou módulos, e dialetos distintos de Racket com diferentes semânticas.

## Exemplos de código
Aqui está um programa trivial "Olá mundo":
```
#
lang
 
racket

"Olá mundo!"

```

A execução deste programa produz o resultado:
"Olá mundo!"
Aqui está um programa um pouco menos trivial:
```
#
lang
 
racket

(
require
 
2htdp/image
)

(
let
 
sierpinski
 
([
n
 
8
])

  
(
if
 
(
zero?
 
n
)

    
(
triangle
 
2
 
'solid
 
'red
)

    
(
let
 
([
t
 
(
sierpinski
 
(
-
 
n
 
1
))])

      
(
freeze
 
(
above
 
t
 
(
beside
 
t
 
t
))))))

```

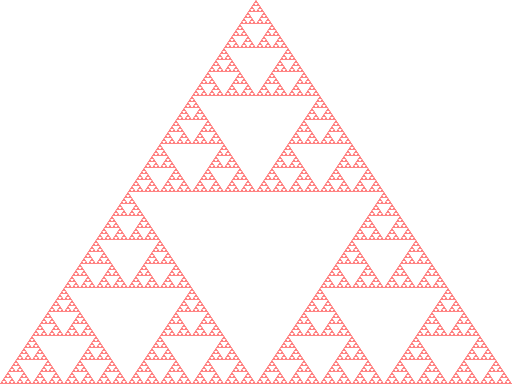
O resultado deste programa, tal como mostrado em DrRacket

Este programa, a partir do Racket website, desenha um triângulo de Sierpinski, aninhado em profundidade 8.
Usando a diretiva #lang, um arquivo de origem pode ser escrito em diferentes dialetos do Racket. Aqui está um exemplo do programa de fatorial em Typed Racket, um dialeto de tipagem estática de Racket:
```
#
lang
 
typed/racket

(
:
 
fact
 
(
Integer
 
->
 
Integer
))

(
define
 
(
fact
 
n
)

  
(
cond
 
[(
zero?
 
n
)
 
1
]

        
[
else
 
(
*
 
n
 
(
fact
 
(
-
 
n
 
1
)))]))

```